# Hoplismenus coreanus
Hoplismenus coreanus là một loài tò vò trong họ Ichneumonidae.